# Piotr Łorent
Piotr Pawłowicz Łorent (ros. Пётр Павлович Лорент, ur. 1898 w Petersburgu, zm. w czerwcu 1966 w Moskwie) – funkcjonariusz radzieckich organów bezpieczeństwa, generał major.

## Życiorys
Od grudnia 1916 do kwietnia 1918 służył w armii, we wrześniu 1917 wstąpił do SDPRR(b), od października 1918 w Transportowej Czece w Piotrogrodzie, od kwietnia 1919 w Transportowej Czece w Krzemieńczuku, od sierpnia 1919 w Żytomierzu, od sierpnia 1920 w Ługańsku. Od 28 listopada 1931 zastępca szefa Wydziału Transportu Drogowego Kolei Południowych, od 11 czerwca 1932 szef Wydziału Transportu Drogowego OGPU Kolei Dniepropietrowskiej, w październiku 1933 wrócił na poprzednie stanowisko, od 29 kwietnia 1934 do 14 lipca 1935 szef Wydziału Transportu Wodnego OGPU/NKWD Dorzecza Dolnej Wołgi w Astrachaniu, od 14 lipca 1935 do 27 lipca 1937 szef Wydziału Transportu Zarządu Bezpieczeństwa Państwowego (UGB) Zarządu NKWD obwodu kalinińskiego (obecnie obwód twerski), od 25 grudnia 1935 kapitan bezpieczeństwa państwowego, od grudnia 1935 do października 1936 kursant Centralnej Szkoły NKWD ZSRR. Od 27 lipca do 17 listopada 1937 szef Wydziału Transportu Drogowego NKWD Kolei Kalinińskiej, od 17 listopada 1937 do 7 sierpnia 1939 zastępca szefa Wydziału Transportu Drogowego NKWD Kolei Zakaukaskiej, od 7 sierpnia 1939 do marca 1941 szef Wydziału Transportu Drogowego NKWD Kolei im. Mołotowa, 7 sierpnia 1940 awansowany na majora bezpieczeństwa państwowego. Od kwietnia do 9 lipca 1941 zastępca szefa Oddziału 4 Wydziału 6 Zarządu 2 NKGB ZSRR, równocześnie od 24 czerwca 1941 zastępca szefa Oddziału "O" Zarządu 2 NKGB ZSRR, od 9 lipca do sierpnia 1941 zastępca szefa Wydziału 6 Zarządu 2 NKGB ZSRR, od sierpnia 1941 do 23 września 1943 szef Wydziału Transportowego NKWD/NKGB Kolei im. Dzierżyńskiego, 14 lutego 1943 awansowany na pułkownika bezpieczeństwa państwowego. Od 23 września 1943 do 24 października 1947 szef Wydziału Transportowego NKGB/MGB Kolei Moskiewsko-Kurskiej w Moskwie, 22 sierpnia 1944 mianowany komisarzem bezpieczeństwa państwowego, a 9 lipca 1945 generałem majorem. Od 24 października 1947 do 6 października 1950 szef Zarządu Ochrony MGB Kolei Moskiewsko-Kurskiej, od 6 października 1950 do 20 marca 1953 szef Zarządu Ochrony MGB Kolei Moskiewsko-Riazańskiej, od 20 marca 1953 p.o. szefa, a od 30 maja do 13 lipca 1953 szef Zarządu 6 MGB ZSRR, od 24 lipca 1953 do 30 stycznia 1954 szef Wydziału Transportu Drogowego MWD Okręgowej Kolei Moskiewskiej, następnie zwolniony ze służby.
23 listopada 1954 pozbawiony stopnia generalskiego "za zdyskredytowanie siebie podczas pracy w organach bezpieczeństwa państwowego".

## Odznaczenia
- Order Lenina (dwukrotnie - 21 lutego 1945 i 29 lipca 1945)
- Order Czerwonego Sztandaru (3 listopada 1944 i 25 lipca 1949)
- Order Wojny Ojczyźnianej I klasy (24 sierpnia 1949)
- Order Czerwonego Sztandaru Pracy (30 lipca 1942)
- Order Czerwonej Gwiazdy (dwukrotnie - 17 września 1943 i 24 lutego 1945)
- Odznaka "Honorowy Funkcjonariusz Czeki/GPU (XV)" (20 grudnia 1932)

I 5 medali.